# Прочитність
Прочи́тність, також легкочи́тність, зручночи́тність, чита́бельність, чи́ткість, чито́мість — властивість тексту, що визначає наскільки легко його можна прочитати та зрозуміти. Тобто це легкість, з якою читач сприймає написаний текст. У природних мовах прочитність залежить як від якості вмісту (складність словникового складу та синтаксис), так і від його представлення у друкованому вигляді. Дослідники виділяють різні чинники для вимірювання прочитності. Зокрема:
- швидкість сприйняття;
- сприйняття на відстані;
- сприйняття периферичним зором;
- видимість;
- метод рефлекторного блимання;
- швидкість читання;
- рухи очей;
- втома при читанні[5].

Читання — це більше, ніж просто розпізнавання символів, яке є мірилом того, як легко читач може відрізнити окремі букви чи символи один від одного.
Більш висока прочитність зменшує докладені зусилля та збільшує швидкість читання для будь-якого читача, а це особливо важливо для тих, хто не має високого рівня розуміння прочитаного. У читачів із середнім або поганим розумінням прочитаного підвищення рівня прочитності тексту від посереднього до хорошого може змінити невдалу комунікацію на успішну.
Прочитність стосується як природних мов, так і мов програмування, хоча й у різні способи. У програмуванні такі речі, як коментарі програміста, вибір структури циклу та вибір імен можуть визначати простоту, з якою людина може читати програмний код комп'ютера.

## Визначення
Люди давали визначення прочитності різними способами, відповідні визначення можна знайти у Словнику грамотності (англ. The Literacy Dictionary), у авторів Джейн Чалл та Едгара Дейла, Г. Гаррі Маклафліна та Вільяма Дюбая.

## Застосування
Легкість у читанні допомагає навчатися та отримувати задоволення, а також може допомогти заощадити гроші. Багато досліджень зосереджують увагу на відповідності прози навичкам читання, що призводить до використання формул у дослідженнях, освіті, видавницькій та військовій справах, медицині та бізнесі.

## Легкочитність друкованих текстів
З погляду типографії прочитність безпосередньо залежить від таких чинників:
- стилю шрифту — стилістично знайомі шрифти, зазвичай, зручніші для читання;
- кегля шрифту — що більший кегель (у межах розумного, звичайно), то краще;
- довжини рядка — досить вузькі (також у межах розумного) стовпчики кращі, ніж широкі;
- інтерліньяжу — більшість кеглів шрифтів основного тексту допускають використовування інтерліньяжу в межах від однакового кегля до вдвічі більшого;
- контрасту між темним текстом і світлим папером — що контрастніше, то краще;
- текстури паперу — вона не має бути нав'язливою та заважати сприймати текст;
- зв'язку між шрифтом й іншими елементами форми шпальти — зв'язок має бути очевидним, логічним.

Також дослідження показали, що курсив сприймається тяжче, ніж прямий друкований шрифт. Текст, складений ВЕЛИКИМИ літерами, сповільнює швидкість читання. Дуже короткі рядки, так само, як і дуже довгі, читати важче[джерело?].

## Програмування
В програмуванні прочитність стосується програмного коду, вона визначає як легко й швидко можна збагнути його структуру, призначення процедур і функцій. Легкочитність програмного коду дозволяє значно пришвидшити пошук і виправлення помилок в ньому, внесення необхідних змін.
Щоб покращити прочитність, програмний код треба розбивати на частини, зоставляючи між ними місце. При оформленні логічних блоків робити відступи. Коментувати призначення та особливості виконання циклів, функцій і процедур. Підбирати зрозумілі імена для функцій і змінних, уникати подібностей. Намагатися не вміщувати в одному рядкові понад сто символів.
З легкочитним програмним кодом зручно працювати як безпосередньо його розробникові, так і решті програмістів у подальшому.

## Ранні дослідження
У 1880-х роках професор англійської мови Л. А. Шерман встановив, що речення англійської мови з плином часу стають коротшими. В часи Єлізавети середнє речення мало довжину 50 слів. У його власний час вона була вже 23 слова.
В своїй роботі Шерман встановив, що:
- Література є предметом статистичного аналізу.
- Коротші речення та точні терміни допомагають людям краще усвідомити те, що написано.
- Мовлення зрозуміти легше, ніж текст.
- З часом текст стає простішим, коли він стає схожим на мовлення.

Шерман писав: «Літературна англійська, коротко кажучи, буде слідувати формам стандартної розмовної англійської мови, з якої вона походить. Ніхто не повинен говорити гірше, ніж він пише, ніхто не повинен писати краще, ніж він повинен говорити. … Усне речення є найяснішим, оскільки воно є результатом мільйонів щоденних зусиль скерованих на те, щоб зробити його чітким та сильним. Воно є результатом тисячолітніх змагань по вдосконаленню ефективності інструмента спілкування».
У 1889 році в Росії письменник Микола А. Рубакін опублікував дослідження понад 10 000 текстів, написаних звичайними людьми. Потім з цих текстів він відібрав 1500 слів, які, на його думку, розуміють більшість людей. Він виявив, що головними складовими, які потребують осмислення, є незнайомі слова та довгі речення. Вже у віці 13 років він видавав свій власний журнал. Загалом Рубакін опублікував багато статей та наукових книг по різним темам для великої кількості читачів по всій Росії. На думку Рубакіна, люди не були дурнями. Просто вони були бідними і потребували дешевих книг, написаних на тому рівні, який вони могли зрозуміти.
У 1921 році Гаррі Д. Кітсон (англ. Harry D. Kitson) опублікував книгу «Розум покупця». Це одна з перших книг, в якій застосувалася психологію у маркетингу. У ній було показано, що кожен тип читачів купляв і читав власний тип тексту. Прочитавши дві газети та два журнали, він виявив, що коротка довжина речення та коротка довжина слова найкраще сприяють легкості читання.

## Рівні легкочитності тексту
Найбільш раннє оцінювання легкості читання — це суб'єктивне судження, яке отримало назву складність тексту (англ. text leveling). Формули не повністю відповідають різноманітності змісту, призначення, намірам, візуальному оформленню та композиції тексту. Оцінювання складності тексту зазвичай використовується для ранжування прочитності текстів у тих областях, де труднощі з читанням легко визначити, наприклад, серед книг для маленьких дітей. На більш високих рівнях складності ранжувати легкість читання стає складніше, оскільки індивідуальні труднощі читачів стає важче визначити. Що згодом призвело до кращих способів оцінювання легкості читання.

## Списки частоти словника
У 1920-х роках науковий рух в галузі освіти мав на меті створення тестів вимірювання досягнень студентів з метою сприяння розвитку навчальних програм. Вчителі та вчителі давно знали, що для вдосконалення навичок читання читачам — особливо читачам-початківцям — потрібен матеріал для читання, який відповідає їх можливостям. Університетські психологи виконали значну частину ранніх досліджень, які згодом підхопили видавці підручників.
Психолог освіти Едвард Торндайк з Колумбійського університету зазначив, що в Росії та Німеччині вчителі використовували підрахунок частоти слів, щоб підібрати студентам книги. Навичка розуміння слів була найкращою ознакою інтелектуального розвитку та найсильнішим провісником легкості читання студента. У 1921 році Торндайк опублікував «Книгу слів учителя» (англ. Teachers Word Book), яка містила частоти 10 000 слів. Яка допомагала вчителям вибирати книги, що відповідали навичкам читання учнів. Це також заклало основу для майбутніх досліджень легкості читання.
До появи комп'ютерів, списки частоти слів були найкращим посібником для оцінювання легкості читання текстів. У 1981 році Всесвітня енциклопедія книги (англ. World Book Encyclopedia) перераховувала рівні для 044 000 слів.

## Формули читання для дітей молодшого віку
У 1923 році Берта А. Лайвлі (англ. Bertha A. Lively) та Сідні Л. Прессі опублікували першу формулу легкості читання. Вони були стурбовані тим, що в навчальних посібниках для молодших класів забагато технічних термінів. Вони відчували, що вчителі витрачали весь час у класі на пояснення цих слів. Вони стверджували, що їх формула допоможе при вимірах та зменшить «словниковий тягар» підручників. Запропонована ними формула використовувала п'ять змінних на вході та шість констант. На кожну тисячу слів вона підраховувала кількість унікальних слів, кількість слів, які не знаходяться у списку Торндайка та середню індексну кількість слів, знайдених у списку. На застосування формули до книги вручну було потрібно три години.
Після дослідження Лайвлі — Прессі продовжився пошук більш точних та легших у застосуванні формул. До 1980 року було опубліковано понад 200 формул різними мовами. У 1928 році Карлтон Вашберн (Carleton Washburne) та Мейбл Фогель (Mabel Vogel) створили першу сучасну формулу визначення легкочитності. Вони перевірили її за допомогою зовнішнього критерію та отримали коефіцієнт кореляції 0.845 з тестовими балами студентів, які читали та вподобали книжки, що використовувалися для оцінювання. Це був перший випадок, коли була використана змінна інтересу в понятті легкочитності.
У період з 1929 по 1939 рік Альфред Левенренц (англ. Alfred Lewerenz) із шкільного округу Лос-Анджелеса опублікував кілька нових формул.
У 1934 році Едвард Торндайк опублікував свою формулу. Він звернув увагу на те, що навички вживання слів можна підвищити, якщо вчитель вводить нові слова і часто повторює їх. У 1939 році В. В. Патті (англ. W.W. Patty) та В. І. Пейнтер (англ. W. I. Painter) опублікували формулу для вимірювання лексичного навантаження підручників. Це остання з формул раннього періоду, в якій використовувався список частот лексики Торндайка.